# Andrzej David Misiura
Andrzej David Misiura (ur. 26 kwietnia 1957 w Krasnymstawie) – polski poeta, malarz, dziennikarz, redaktor i wydawca prasy regionalnej, animator kultury.
Z wykształcenia instruktor teatralny. Zadebiutował w 1976 w czasopismach „Wspólne Sprawy” i „Kamena”. Współzałożyciel grup literackich „Krasnystaw” oraz „Słowo”. Związany z Grupą Literacką A4.
Redaktor i wydawca prasy regionalnej: „Ziarna” oraz „Gazety Krasnostawskiej” i obecnie Czasopisma Artystycznego „Nestor”.

## Publikacje
- Do wszystkich kapłanów (zbiór poezji, wyd. 1983)
- Gdy mistrz odchodzi (wspomnienia o Leonidzie Gawryłowie, wyd. 1983 i 1984)
- W krainie odgadywanych myśli (proza poetycka, wyd. 2005) - z grafikami Tadeusza Kicińskiego
- Krzyż mandragory (zbiór poezji, wyd. 2006)
- Mandala Klucznika (zbiór poezji, wyd. 2008) - z grafikami Roberta Znajomskiego
- Dzieje siennickiego teatru: pięć lat Teatru Pokoleń i sto lat ruchu teatralnego w Siennicy Różanej 1913-2008-2013 (wyd. 2013) - we współpracy z Ireną Zarazą

## Nagrody
- Złote Karpie (2015)